# Nemeiben Creek
Der Nemeiben Creek ist ein 6 km langer Zufluss des Sees Lac la Ronge in Zentral-Saskatchewan in Kanada. Der Gewässername leitet sich von einem Begriff aus der Sprache der Cree ab.

## Verlauf
Der Nemeiben Creek bildet den Abfluss des Nemeiben Lake zum nahe gelegenen Lac la Ronge. Einen Kilometer oberhalb der Mündung kreuzt der Saskatchewan Highway 102 den Flusslauf. Unterhalb der Straßenbrücke durchquert der Nemeiben Creek das Indianerreservat „Sucker River 156C“. Der Nemeiben Creek entwässert ein 1570 km² großes Gebiet, das neben dem Nemeiben Lake noch weitere größere Seen umfasst, darunter Clam Lake, Triveet Lake und Morning Lake.